# Communauté de communes de Montrésor
La communauté de communes de Montrésor est une ancienne communauté de communes française, située dans le département d'Indre-et-Loire. Elle disparait le 31 décembre 2016 au profit de la Communauté de communes Loches Sud Touraine.

## Géographie

### Situation

#### Localisation
La communauté de communes était située au sud-est du département d'Indre-et-Loire et faisait partie de la région historique de Touraine.
Les communautés de communes communes limitrophes en Indre-et-Loire étaient : la Communauté de communes de Bléré Val de Cher et la Communauté de communes Loches Développement situées à l'ouest et au nord. À l'est et au sud on trouve les départements de Loir-et-Cher et de l'Indre.
| Communauté de communes Loches Développement | Communauté de communes de Bléré Val de Cher | Département de Loir-et-Cher |
| Communauté de communes Loches Développement | la communauté de communes de Montrésor      | Département de l'Indre      |
| Communauté de communes Loches Développement | Département de l'Indre                      | Département de l'Indre      |

#### Climat
La Touraine se caractérise par un climat tempéré océanique dégradé. Les températures moyennes sont comprises entre 4,2 °C et 18,9 °C. Les hivers sont doux (min. 1,6 °C / max. 11,3 °C) et pluvieux. Les étés connaissent en général chaque année au moins un épisode caniculaire de quelques jours même s'ils sont beaux et doux (min 10,8 °C / max 24,6 °C) le reste du temps. Les précipitations sont de 683,7 mm sur l'année. Les chutes de neige y sont rares, il tombe quelques flocons, en moyenne 11 jours par an.
Le tableau suivant donne les moyennes mensuelles de température et de précipitations pour la station de Tours-St Symphorien recueillies sur la période 1965 - 1990 :
| Mois                              | jan. | fév. | mars | avril | mai  | juin | jui. | août | sep. | oct. | nov. | déc. | année |
| --------------------------------- | ---- | ---- | ---- | ----- | ---- | ---- | ---- | ---- | ---- | ---- | ---- | ---- | ----- |
| Température minimale moyenne (°C) | 1,6  | 2    | 3,3  | 5     | 8,4  | 11,4 | 13,1 | 12,9 | 10,8 | 7,9  | 3,8  | 1,6  | 6,9   |
| Température moyenne (°C)          | 4,2  | 5,1  | 7,3  | 9,6   | 13,2 | 16,5 | 18,9 | 18,6 | 16,1 | 12,3 | 7,1  | 4,8  | 11,2  |
| Température maximale moyenne (°C) | 6,9  | 8,2  | 11,3 | 14,3  | 18,1 | 21,7 | 24,6 | 24,3 | 21,4 | 16,7 | 10,5 | 7,4  | 15,4  |
| Précipitations (mm)               | 63,3 | 61,6 | 54,3 | 51,4  | 67,5 | 47,5 | 53   | 40,9 | 54,3 | 61   | 63   | 65,9 | 683,7 |
| Humidité relative (%)             | 87   | 84   | 79   | 74    | 77   | 75   | 72   | 73   | 77   | 84   | 87   | 89   | 80    |

| Mois                                        | jan.       | fév.       | mars       | avril     | mai       | juin      | jui.      | août      | sep.      | oct.      | nov.      | déc.       | année      |
| ------------------------------------------- | ---------- | ---------- | ---------- | --------- | --------- | --------- | --------- | --------- | --------- | --------- | --------- | ---------- | ---------- |
| Record de froid (°C) date du record         | −17,4 1987 | −14,2 1963 | −10,3 2005 | −3,4 1974 | −0,6 1957 | 2,6 1969  | 4,3 1965  | 4,8 1986  | 0,9 1956  | −2,8 1950 | −9 1956   | −18,5 1964 | −18,5 1964 |
| Record de chaleur (°C) date du record       | 16,9 1975  | 21 1958    | 26,4 1955  | 29,3 1949 | 32,1 1953 | 36,7 1976 | 37,8 1949 | 39,8 2003 | 34,8 1953 | 29 1985   | 22,6 1955 | 18,9 1953  | 39,8 2003  |
| Nombre de jours avec gel                    | 10,6       | 9,1        | 6,7        | 2         | 0,1       | 0         | 0         | 0         | 0         | 0,5       | 6,2       | 10,2       | 45,3       |
| Record de vent (km/h) date du record        | 104 1990   | 122 1990   | 112 1988   | 79 1985   | 119 1988  | 86 1987   | 104 1983  | 83 1986   | 83 1988   | 104 1987  | 104 1957  | 101 1990   | 122 1990   |
| Record de pluie en 24 h (mm) date du record | 25 1978    | 25,9 1988  | 33,8 1980  | 23,7 1978 | 31,5 1971 | 58 1970   | 51,2 1977 | 35,5 1965 | 41,4 1965 | 44 1966   | 31 1965   | 34,9 1976  | 58 1970    |

### Composition
Elle était composée des communes suivantes :
| Nom                  | Code Insee | Gentilé       | Superficie (km2) | Population (dernière pop. légale) | Densité (hab./km2) |
| -------------------- | ---------- | ------------- | ---------------- | --------------------------------- | ------------------ |
| Montrésor (siège)    | 37157      | Montrésoriens | 0,98             | 350 (2014)                        | 357                |
| Beaumont-Village     | 37023      | Beaumontois   | 19,25            | 280 (2014)                        | 15                 |
| Chemillé-sur-Indrois | 37069      | Chemillois    | 24,87            | 208 (2014)                        | 8,4                |
| Genillé              | 37111      | Genillois     | 63,12            | 1 562 (2014)                      | 25                 |
| Le Liège             | 37127      | Liégeois      | 11,15            | 355 (2014)                        | 32                 |
| Loché-sur-Indrois    | 37133      |               | 74,13            | 557 (2014)                        | 7,5                |
| Nouans-les-Fontaines | 37173      | Nouanais      | 63,31            | 781 (2014)                        | 12                 |
| Orbigny              | 37177      | Orbignois     | 65,88            | 756 (2014)                        | 11                 |
| Villedômain          | 37275      | Villedominis  | 16,47            | 122 (2014)                        | 7,4                |
| Villeloin-Coulangé   | 37277      | Villaloupéens | 34,62            | 647 (2014)                        | 19                 |

### Comparaison démographique
Comparaison de la population des communes CC de Montrésor en 2012

## Historique
- 13 décembre 2000 : création de la communauté de communes
- 31 décembre 2016 : disparition au profit de la Communauté de communes Loches Sud Touraine

## Démographie
La communauté de communes de Montrésor comptait 5 645 habitants (population légale INSEE) au 1er janvier 2016. La densité de population était de 15 hab./km2.

### Évolution démographique
| 1968  | 1975  | 1982  | 1990  | 1999  | 2007  | 2011  | 2012  | 2013  |
| ----- | ----- | ----- | ----- | ----- | ----- | ----- | ----- | ----- |
| 7 062 | 5 939 | 5 513 | 5 241 | 5 271 | 5 475 | 5 629 | 5 650 | 5 645 |

### Pyramide des âges
| Hommes | Classe d’âge | Femmes |
| ------ | ------------ | ------ |
| 1,1    | 90 ans ou +  | 2      |
| 11,7   | 75 à 89 ans  | 14,6   |
| 17,3   | 60 à 74 ans  | 18,9   |
| 23     | 45 à 59 ans  | 21     |
| 18     | 30 à 44 ans  | 17,8   |
| 12     | 15 à 29 ans  | 11,2   |
| 17     | 0 à 14 ans   | 14,6   |

| Hommes | Classe d’âge | Femmes |
| ------ | ------------ | ------ |
| 0,5    | 90 ans ou +  | 1,4    |
| 6,8    | 75 à 89 ans  | 9,8    |
| 13,1   | 60 à 74 ans  | 13,9   |
| 20,7   | 45 à 59 ans  | 20,1   |
| 20,4   | 30 à 44 ans  | 19,3   |
| 19,6   | 15 à 29 ans  | 19,1   |
| 18,8   | 0 à 14 ans   | 16,4   |

## Politique communautaire

### Représentation

#### Présidents de la communauté de communes
| Période | Période  | Identité      | Étiquette | Qualité                                                     |
| ------- | -------- | ------------- | --------- | ----------------------------------------------------------- |
| 2000    | 2008     | Jean Lévêque  | DVD       | Maire de Villeloin-Coulangé, Conseiller général (1979-2011) |
| 2008    | en cours | Henry Frémont | DVD       | Maire de Chemillé-sur-Indrois                               |

### Compétences
- Actions de développement économique intéressant l'ensemble de la communauté
- Aménagement de l'espace communautaire
- Création, aménagement et entretien de la voirie
- Protection et mise en valeur de l'environnement
- Affaires scolaires
- Équipements sportifs et culturels
- Action sociale
- Gens du voyage
- Transport
- Élaboration des contrats de pays régionaux
- Dotation de solidarité

### Finances locales
En 2010 le budget principal de fonctionnement de la communauté de communes est de 2 631 440 € (2 783 431,97 €2016) et son budget d’investissement de 1 906 010 € (2 016 101,14 €2016). Le budget d’exploitation du service des eaux est de 1 060 125 € (1 121 357,82 €2016) et le budget d’investissement de 325 745 € (344 560,03 €2016). Le budget d’exploitation du service d’assainissement est de 2 798 200 € (2 959 824,03 €2016) et la section d’investissement de 1 616 290 € (1 709 646,91 €2016).

### Identité visuelle
|  | Logo de la Communauté de Communes de Montrésor |

## Sources
- Le splaf - (Site sur la Population et les Limites Administratives de la France)